# Federazione internazionale delle lotte associate
La Federazione internazionale delle lotte associate (nota in lingua inglese come United World Wrestling e, prima del 2014, con la denominazione francese Fédération Internationale des Luttes Associées) è la federazione internazionale che gestisce i due stili di lotta olimpica (la lotta libera e la lotta greco-romana), il grappling (No-Gi e Gi), il pancrazio, la lotta sulla spiaggia, il belt wrestling e le lotte tradizionali.

## Storia
La Federazione venne fondata nel 1912 ed attualmente ha sede a Corsier-sur-Vevey, in Svizzera. È governata da un Congresso formato dai rappresentanti di ognuna delle 174 federazioni nazionali di lotta. Al Congresso tenutosi in Uzbekistan il 7 settembre 2014 la Federazione ha cambiato denominazione in United World Wrestling (da non confondere con il wrestling, che è invece una forma di spettacolo ed intrattenimento atletico, ma teatrale, in cui le tecniche sono solo simulate da atleti-attori, altrimenti troppo pericolose, addirittura mortali).

## Discipline
- Lotta libera
- Lotta greco-romana
- Grappling (No-Gi e Gi)
- Pancrazio
- Lotta sulla spiaggia

## Organizzazioni a cui appartiene
- Comitato Olimpico Internazionale (CIO)
- Associazione delle federazioni degli sport olimpici estivi (ASOIF)
- Global Association of International Sports Federations (GAISF)

## Presidenti
| Numero | Nazione                        | Nome               | Periodo        |
| ------ | ------------------------------ | ------------------ | -------------- |
| 1      | Svezia                         | Einar Råberg       | 1921–1924      |
| 2      | Ungheria                       | Alfréd Brüll       | 1924–1930      |
| 3      | Finlandia                      | Viktor Smeds       | 1930–1952      |
| 4      | Francia                        | Roger Coulon       | 1952–1971      |
| 5      | Jugoslavia Serbia e Montenegro | Milan Ercegan      | 1971–2002      |
| 6      | Svizzera                       | Raphaël Martinetti | 2002–2013      |
| 7      | Serbia                         | Nenad Lalović      | 2013–in carica |